# Dar Chioukh
Dar Chioukh è un comune dell'Algeria, situato nella provincia di Djelfa.